# 芦名星
芦名星（日語：芦名 星，1983年11月22日—2020年9月14日），日本女性演员。出生于福岛县郡山市，本名，日出女子学園高校毕业。Horipro事务所所属。因在日加意多国合作电影《Silk》中扮演重要角色而备受瞩目。
2020年9月14日，被發現在家中死亡，警方現正調查事件，依現場情況朝自殺方向偵辦。

## 人物
- 身高：165cm。三围：B83/W58/H80cm。脚长：23.5cm。血型：O型。[2]
- 爱好：肌肉锻炼，音乐鉴赏，英语会话，户外运动等。特技：书法，料理，单簧管演奏等。[2]
- 过去因为体胖，通过饮料节食法和肌肉锻炼减掉了25公斤。并坦承一直喜欢用斯多葛式的苦行锻炼身体。[3]
- 芦名星身材高挑，气质冷艳，因出演电影《绢恋（日语：シルク_(2007年の映画)）》成功跻身国际派女演员之列。[4]

## 履历
- 15岁时，志在模特或歌手的芦名星来到东京求学，入读被誉为日本演艺界摇篮的日出高校。高中二年级时，被学校附近的Horipro事务所的小田信吾会長发掘。[3][5]
- 2002年，作为模特出道，亮相于《CanCam》《PINKY（日语：PINKY）》等时尚杂志。同年6月，在电视剧《幸福的尾巴（日语：しあわせのシッポ）》最终话中作为演员出道，镜头只有短短数秒。
- 2003年，《Stand Up!!》是固定出演的第一部电视剧。
- 2005年，在特摄剧《假面骑士响鬼》中扮演反派人物（姫）。
- 2006年，从800人的选拔中脱颖而出，在日本・加拿大・法国・意大利・英国斥资30亿日圆合拍电影《Silk》里扮演代表日本之美的神秘少女。从此专注于演员工作。
- 2007年，在《即使世界终结（日语：たとえ世界が終わっても）》中首次担任电影主演。
同年9月，参演电影《Silk》在第32届多伦多国际电影节上映，世界影坛初登场。同年秋，在电视剧《笨天鹅（日语：スワンの馬鹿!_〜こづかい3万円の恋〜）》中担任女主角。
- 2008年，在《惜己~记录我另一面的生活（日语：ジュテーム〜わたしはけもの）》中首次担任电视剧主演，扮演应召女郎的角色。
- 2010年，出道8周年，发行第一本写真集《月刊 芦名星 上海ドール》。
同年10月，主演电影《又见七濑（日语：七瀬ふたたび#.E6.98.A0.E7.94.BB）》上映。原著作者筒井康隆评价“迄今为止最为神似的七濑”。
- 2012年，在美国电视剧《复仇》中首次挑战配音工作。
- 2013年，《八重之樱》是出演的第一部NHK大河剧。

## 出演

### 电影
- ジャンプ（日语：ジャンプ_(小説)#.E6.98.A0.E7.94.BB）（2004年5月8日上映、竹下昌男導演）
- 恋骨 KOIBONE 劇場版（2005年3月19日上映、後藤憲治導演） - 飾演 小夜子
- 响鬼与七人的战鬼（2005年9月3日上映、坂本太郎導演） - 飾演 姫/童子の声
- 世界尽头女朋友（日语：せかいのおわり）（2005年9月10日上映、風間志織導演） - 飾演 里美
- 蝉时雨（日语：蟬しぐれ#映画）（2005年10月1日上映、黑土三男導演）
- 即使世界终结（日语：たとえ世界が終わっても）（2007年8月25日上映、野口照夫導演） - 主演・宮野真奈美
- 真由~心之星（日语：おっぱいの詩#.E6.98.A0.E7.94.BB）（2007年9月29日上映、松浦雅子導演） - 飾演 ミスズ
- 異旅情絲（日语：シルク_(2007年の映画)）（2008年1月19日上映、弗朗索瓦·吉拉尔導演） - 飾演 少女（日本人女主角）
- 惜己~记录我另一面的生活（日语：ジュテーム〜わたしはけもの）（2008年11月22日上映、星田良子導演） - 主演・村上由佳
- 鸭川荷尔摩（2009年4月18日上映、本木克英導演） - 飾演 早良京子
- 卡姆依外传（日语：カムイ外伝#.E5.AE.9F.E5.86.99.E6.98.A0.E7.94.BB）（2009年9月19日上映、崔洋一導演） - 飾演 ミクモ
- 恶梦电梯（日语：悪夢のエレベーター#.E6.98.A0.E7.94.BB）（2009年10月10日上映、堀部圭亮導演） - 飾演 須藤陽子
- 假发大作战（日语：かずら_(映画)）（2010年1月30日上映、塚本連平導演） - 飾演 牧田涼子（女主角）
- 麻辣开锁王（日语：猿ロック#.E6.98.A0.E7.94.BB）（2010年2月27日上映、前田哲導演） - 飾演 律子
- 猫咪出租车（2010年6月12日上映、龜井亨導演） - 飾演 丹羽仁美
- KING GAME（日语：KING_GAME）（2010年8月28日上映、江川達也導演） - 飾演 チェーホフ（女主角）
- 又见七濑（日语：七瀬ふたたび#.E6.98.A0.E7.94.BB）（2010年10月2日上映、小中和哉導演） - 主演・火田七瀬（日语：火田七瀬）
  - 又见七濑 前传（中川翔子導演）
- 铁骨柔情（日语：ハードロマンチッカー）（2011年11月26日上映、具秀然（日语：グ・スーヨン）導演） - 飾演 ナツコ
- 源氏物语千年之谜（2011年12月10日上映、鶴橋康夫導演） - 飾演 夕顏
- 恋爱警察〜宅男们的挽歌〜（2012年2月25日上映、坂田佳弘導演） - 飾演 ユカリ（女主角）
- 奔驰的武士/サムライ・ダッシュ（2013年4月13日上映、山本浩貴導演） - 飾演 白川美穗（女主角）
- Pancakes（2014年10月16日上映、渋谷靖導演） ※在好莱坞电影节首映
- ST 红与白的搜查档案（2015年1月10日上映、佐藤東弥導演） - 飾演 結城翠
- 不能犯（日语：不能犯 (漫画)#映画）（2018年2月1日上映、白石晃士導演） - 飾演 夢原理沙
- 檢察方的罪人（2018年8月24日上映）- 飾演 取訪部的犯罪伙伴
- 完美世界 與你在一起的奇跡（2018年10月5日上映、柴山健次導演）- 飾演 長澤葵
- good people（2019年12月7日上映）
- AI崩壞（日语：AI崩壊）（2020年1月31日上映、入江悠導演） - 飾演 林原舞花

### 电视剧
固定出演
- Stand Up!!（2003年7月 - 9月、TBS電視台） - 上原美緒
- 假面骑士响鬼（2005年1月 - 2006年1月、朝日電視台） - 姫（スーパー姫）/童子の声/クグツ（黒）/洋館の女/身なりのいい女/謎の女
- 笨天鹅（日语：スワンの馬鹿!_〜こづかい3万円の恋〜）（2007年10月 - 12月、關西電視台） - 香月絢菜
- 惜己~记录我另一面的生活（日语：ジュテーム〜わたしはけもの）（2008年4月 - 5月、BS富士） - 主演・村上由佳
- 血色星期一（2008年10月 - 12月・2010年1月 - 3月、TBS） - 南海薰
- 王牌男公关（2008年10月 - 12月、朝日放送・朝日電視台） - 美波優奈
- 麻辣开锁王（日语：猿ロック#テレビドラマ）（2009年7月 - 10月、讀賣電視台） - リツコ
- Untouchable（2009年10月 - 12月、朝日放送・朝日電視台） - 巻瀬美鈴
- 蔷薇色的圣战（日语：バラ色の聖戦#テレビドラマ）（2011年9月 - 10月、朝日電視台） - 中西紗良
- 我是影子（2011年10月 - 12月、TBS電視台） - 戸倉もと子
- 开拓者们（2012年1月、NHK BS Premium） - 今野梅子
- 埃及艷后般的女人們（2012年4月 - 6月、日本電視台） - 星田美羽
- 偿还（2012年11月 - 12月、NHK BS Premium） - 日高広恵/堀田夕子
- 信長的主廚（2013年1月 - 3月・2014年7月 - 9月、朝日電視台） - 楓
- 八重之櫻 第6 - 27話（2013年2月 - 7月、NHK） - 神保雪
- 救命病棟24時 第5季 （2013年7月 - 9月、富士電視台） - 奈良沙耶香
- 黑河內 第4・7 - 最終話（2013年11月 - 12月、TBS電視台） - 斑目八重子
- ST 红与白的搜查档案（2014年7月 - 9月、日本電視台） - 結城翠
- 天皇的御廚（2015年4月 - 7月、TBS電視台） - 茅野
- 戀愛時代（2015年4月、讀賣電視台） - 織田多実子[6]
- 江戶盜賊團雙雄（日语：ふたがしら#テレビドラマ） 第2集、最終回（2015年6月20日・7月11日、WOWOW） - 阿銀
  - 江戶盜賊團雙雄2（2016年9月 - 10月）
- Specialist（2016年1月14日 - 3月17日 、朝日電視台） - 松原唯子
- COPY FACE 消失的我（日语：私でない私#テレビドラマ）（2016年11月 - 12月、NHK大阪） - 三島奈那子
- 超能力師事務所 第8集 - 最終回（2017年2月 - 3月、讀賣電視台） - 增山文乃
- 相棒 第15季 最終回 - 第19季 第1集、第2集（2017年3月22日 - 2020年10月21日、朝日電視台） - 風間楓子
- 瑟西爾的企圖 第5集 - 第8集（2017年8月、富士電視台） - 手島玲奈
- Innocent Days（2018年3月 - 4月、WOWOW） - 井上美香
- 適婚女郎（2018年4月20日 - 6月22日 、NHK） - 松下リエコ
- 黑書院的六兵衛（日语：黒書院の六兵衛#テレビドラマ）（2018年7月 - 8月、WOWOW） - 加倉井しずゑ（英雌）
- KBOYS（日语：KBOYS）（2018年10月 - 12月、朝日電視台） - 真由美
- 昨晚過得很愉快吧（日语：ゆうべはお楽しみでしたね#テレビドラマ）（2019年1月 - 2月、每日放送） - 栗山
- 新的王者（日语：新しい王様） 第1季（2019年1月、TBS） - Nori
- 神之手（日语：神の手 (久坂部羊の小説)#テレビドラマ）（2019年6月 - 7月、WOWOW） - 柴木香織
- W縣警的悲劇（日语：W県警の悲劇#テレビドラマ）（2019年7月 - 9月、BS东视） - 主演・松永菜穗子
- 大江戶蒸汽朋克（日语：大江戸スチームパンク）（2020年1月 - 3月、大阪電視台） - 沙羅
- 忒修斯之船（2020年1月19日－3月22日、TBS電視台）- 松尾紀子

单集・客串出演
- Love Collection（日语：5NIGHTS SHORT STORY ラブコレ!） 第2・最終話（2002年3月5日・8日、朝日電視台）
- 幸福的尾巴（日语：しあわせのシッポ） 最終話（2002年6月27日、TBS電視台） - 看護師
- 墙角税務官 確定申告編（日语：壁ぎわ税務官#テレビドラマ）（2003年3月21日、富士電視台） - 遥
- 夜总会!!禁断的乐园（2003年10月1日、富士電視台）
- 初体验天使「不能说圣诞快乐」（2003年12月8日、名古屋電視台） - 主演・まりな
- 麻辣娇娃（日语：ドールハウス (2004年のテレビドラマ)） 第2話（2004年1月22日、TBS電視台） - メイ
- Damned File（日语：ダムド・ファイル） 第24話（2004年1月23日、名古屋電視台） - 関川麻亜子
- 愛在聖誕節 第4話（2004年11月1日、富士電視台） - 直哉的前女友
- 欧巴桑刑警（日语：おばはん刑事!流石姫子）（2006年8月26日、朝日電視台） - 高井優
- 花椰菜/Broccoli（日语：ブロッコリー_(テレビドラマ)）（2007年1月20日、富士電視台） - 近藤真弓
- 折翼的天使们（日语：翼の折れた天使たち） 第4夜「商品」（2007年3月1日、富士電視台） - 女招待
- 敌在本能寺（2007年12月16日、朝日電視台） - 茜
- Real Clothes（2008年9月16日、關西電視台） - 森奈津子
- 警部補 矢部謙三 第3話（2010年4月23日、朝日電視台） - 南田レイナ
- 警視庁继续捜査班（日语：警視庁継続捜査班） 第3話（2010年8月5日、朝日電視台） - 越坂奈月
- 鬼怪文豪怪谈（日语：妖しき文豪怪談） 第1回「片腕」（2010年8月23日、NHK BShi） -女兒
- 古代少女Dogoo 第1話（2010年10月6日、每日放送） - ゴーコン
- 遗恨：明治十三年最后的复仇（日语：遺恨あり 明治十三年 最後の仇討）（2011年2月26日、朝日電視台） - 山岡松子（山岡鉄舟的女儿）
- 王牌酒保 第5話（2011年3月4日、朝日電視台） - 諏訪マリ
- 屋顶的公寓（日语：屋上のあるアパート）（2011年3月21日、TBS電視台） - 片岡由香
- 布魯特斯的心臟（2011年6月17日、富士電視台） - 仁科星子
- 境遇（日语：境遇#テレビドラマ）（2011年12月3日、朝日放送） - 下田弥生（友情出演）
- 宛如蛇蝎（日语：蛇蝎のごとく#2012年版）（2012年3月14日、東京電視台） - 宮本睦子
- 走馬灯株式会社（日语：走馬灯株式会社#テレビドラマ） 最終話（2012年9月17日、TBS電視台） - 黒瀬由香
- 欢迎来到蝴蝶庄（日语：てふてふ荘へようこそ#テレビドラマ） 第3話（2012年11月10日、NHK BS Premium） - 石黒早智子
- 松本清張没後20年SP 寒流（日语：寒流 (松本清張)#2013年版）（2013年1月14日、TBS電視台） - 前川奈美
- ST 警视厅科学特搜班（2013年4月10日、日本電視台） - 結城翠
- Specialist（2013年5月18日、朝日電視台） - 松原唯子
  - Specialist 2（2014年3月8日）
  - Specialist 3（2015年2月28日）
  - Specialist 4（2015年12月12日）
- 鲣鱼（2013年12月18日、NHK仙台放送局） - 竹原栞里
- BS富士開局15周年特别剧 鈴木光司・真实恐怖「夜光虫」（2015年3月15日、BS富士） - 主演・倉田貴子
- 約會～戀愛為何物～（2015年9月28日，富士電視台） - 橋本彥乃（客串）
- 營業部長 吉良奈津子 (2016年) - 太刀川冴子
- ON 異常犯罪搜查官·藤堂比奈子（2016年8月30日-9月6日、富士電視台）- 真壁永久

## 書籍

### 写真集
- 月刊 芦名星 上海ドール(SHINCHO MOOK 136)（2010年9月14日、新潮社、撮影：蜷川実花）ISBN 978-4-10-790222-1

### 関連書籍
- シャッター&ラブ―10人の女性写真家たち(流行通信別冊)（2006年9月12日、INFASパブリケーションズ） ISBN 978-4-90-078545-8
- 尾花けい子の極上のナチュラルメイク(ワニブックス美人開花シリーズ)（2008年4月26日、ワニブックス）ISBN 978-4-84-701773-5
- リーディングドラマ『もしもキミが。』(フォトシナリオブック 向井理×芦名星ver.)（2009年5月28日、ゴマブックス）ISBN 978-4-77-711368-2
- NINAGAWA WOMAN 2（2013年1月29日、講談社）ISBN 978-4-06-218189-1
- 週刊プレイボーイ（2020年10月5日合併号、集英社）[7]

## 脚注
1. ↑  蘆名星自宅身亡年僅36歲 警方調查是否自殺 （页面存档备份，存于）,中央社，2020年9月14日
2. 1 2  Horipro事务所英文简介
3. 1 2  東映ヒーローネット（2005年6月7日）  的存檔，存档日期2015年2月23日，.（日文）
4. ↑  ミステリアス女優・芦名星、フジ系ドラマ初主演（日文）
5. ↑  東京新聞（2007年11月18日 朝刊） （日文）
6. ↑  . Sponichi Annex. 2015-04-27  [2015-04-27]. （原始内容存档于2018-03-07）.
7. ↑  . 週プレNEWS. 2020-09-13  [2020-09-14]. （原始内容存档于2020-11-01）.

## 外部連結
- 芦名星 | HORIPRO （页面存档备份，存于）